# 烏納蒂·胡達
烏納蒂·胡達（英語：Unnati Hooda，2007年9月20日—），印度女子羽毛球運動員。

## 早年生活
烏納蒂·胡達出生位於哈里亚纳邦罗赫塔克一處名為查梅里亞的村莊，她的父親熱衷於羽毛球運動。當烏納蒂七歲時，父親便讓她進入了羽毛球學院學習羽毛球。很快地烏納蒂便在11歲以下的賽事中獲勝。隨後，她的父親辭去了工作陪同烏納蒂參加全國各地的羽毛球賽事，烏納蒂分別在2018年和2019年奪下了13和15歲以下的全國冠軍。

## 生涯
2021年起，烏納蒂·胡達開始參加成年國際羽毛球賽事，她先是在家鄉的印度羽毛球國際挑戰賽上出戰女子單打項目，她從資格賽一路打進決賽並以0比2不敵隊友Anupama Upadhyaya，奪得亞軍。
2022年1月，烏納蒂·胡達出戰較高級別的世界羽聯世界巡迴賽超級100的奧迪沙羽毛球公開賽的女子單打和雙打項目，她從32強一路殺進決賽。最終以2比0（21比18、21比11）戰勝同樣來自印度的Smit Toshniwal。她以14歲加冕世界羽聯世界巡迴賽女單冠軍同時亦爲最年輕的世界巡迴賽冠軍。女雙項目上，她與Palak Arora搭檔在八强賽中不敵跨國組合斯麗維迪亞·古拉扎達與伊西卡·賈斯瓦。8月，烏納蒂出戰了印度青年國際大獎賽的19歲以下女子單打項目，在決賽中以1比2遭到來自泰國的Sarunrak Vitidsarn逆轉，無緣冠軍。10月，烏納蒂首次參加在西班牙桑坦德舉辦的世界青年羽毛球錦標賽。在女子單打項目的16強上，她以1比2敗於日本的明地陽菜。隨後在11月、泰國舉辦的15和17歲以下亞洲青年羽毛球錦標賽上，烏納蒂再創歷史成爲首位闖進女單決賽的印度選手，她在決賽中以1比2再次不敵泰國的Sarunrak Vitidsarn，拿下亞軍。
2023年10月，烏納蒂·胡達第二次出戰世界青年羽毛球錦標賽，這次她在32强賽中不敵衛冕冠軍、日本的宮崎友花。世青賽結束後，她緊接著參加了超級100賽級別的阿布達比羽毛球大師賽，她在女單準決賽中以直落兩局戰勝頭號種子、緬甸的德·塔·圖薩。接著在決賽中同樣以兩局擊退隊友Imad Farooqui Samiya奪下她的第二座世界巡迴賽女單冠軍。此座冠軍也讓她的女單世界排名達到了新高的第102位。

## 主要比賽成績
只列出曾進入準決賽的國際賽事成績：
| 年份   | 賽事                         | 公開賽級別 | 項目     | 成績   |
| ------ | ---------------------------- | ---------- | -------- | ------ |
| 2021年 | 印度羽毛球國際挑戰賽         | 國際挑戰賽 | 女子單打 | 亞軍   |
| 2022年 | 奧迪沙羽毛球公開賽           | 超級100賽  | 女子單打 | 冠軍   |
| 2023年 | 阿布達比羽毛球大師賽         | 超級100賽  | 女子單打 | 冠軍   |
| 2023年 | 印度羽毛球國際挑戰賽         | 國際挑戰賽 | 女子單打 | 亞軍   |
| 2023年 | 恰蒂斯加爾邦羽毛球國際挑戰賽 | 國際挑戰賽 | 女子單打 | 冠軍   |
| 2023年 | 奧迪沙羽毛球大師賽           | 超級100賽  | 女子單打 | 準決賽 |
| 2024年 | 賽義德·莫迪羽毛球國際賽      | 超級300賽  | 女子單打 | 準決賽 |
| 2025年 | 新加坡羽毛球國際挑戰賽       | 國際挑戰賽 | 女子單打 | 亞軍   |
| 2025年 | 台北羽毛球公開賽             | 超級300賽  | 女子單打 | 準決賽 |

| 2018-2026年 | 總決賽 | 超級1000賽 | 超級750賽 | 超級500賽 | 超級300賽 | 超級100賽 | 國際挑戰賽 | 國際系列賽 | 未來系列賽 | 其他 |